# Emmikhoven
Emmikhoven est un ancien village néerlandais du Brabant-Septentrional.
Jusqu'en 1879, Emmikhoven faisait partie de la commune d'Emmikhoven en Waardhuizen, puis de 1879 à 1973 d'Almkerk.
De nos jours, il ne persiste rien du village d'Emmikhoven, qui a fondé dans l'agglomération du village d'Almkerk. Il s'agit de la partie méridionale d'Almkerk, au sud de l'Alm.